# Conservatorium van Kiev

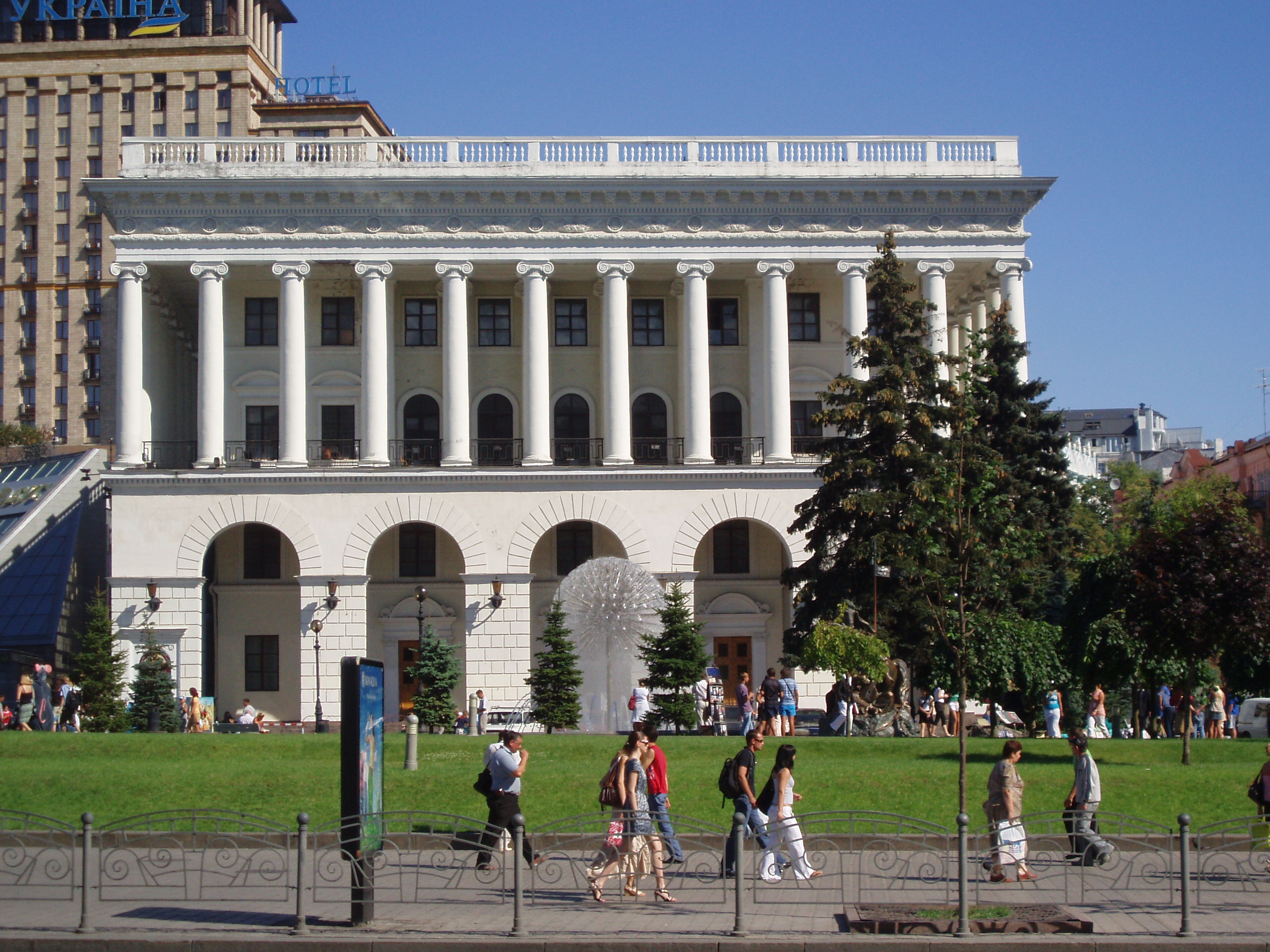
Conservatorium van Kiev

Het Conservatorium van Kiev (Oekraïens: Національна музична академія України імені П.І. Чайковського, letterlijk Nationale muziekacademie van Oekraïne vernoemd naar P.I. Tsjaikovski) is een conservatorium in Kiev opgericht in 1913.

## Geschiedenis
Het conservatorium is ontstaan uit de voormalige hogeschool voor muziek van de Russische muziekgezelschap, sectie Kiev. De organisatie van het conservatorium lag in handen van beroemde componisten zoals Sergej Vasiljevitsj Rachmaninov, Aleksandr Konstantinovitsj Glazoenov en Pjotr Iljitsj Tsjaikovski. De eerste directeur was V. Pukhalskij in 1913, gevolgd van Reinhold Glière van 1914 tot 1920.
In 1938 werd het conservatorium onderscheiden met de Lenin-orde. In 1940 kreeg het de naam van Pjotr Iljitsj Tsjaikovski. In 1995, vier jaar nadat Oekraïne de onafhankelijkheid had uitgeroepen, verleende de Oekraïense president, Leonid Koetsjma, de instelling de status van nationale academie en verwierf deze haar huidige naam.

## Heden
Het hoofdgebouw werd in 1955 door de architecten L. Katok en Ya. Krasny gerestaureerd en uitgebreid met een concertzaal. Het is gelegen aan de Horodetsky straat 1/3 in Kiev.

## Bekende oud-studenten
- Vladimir Horowitz, pianist
- Valentina Lisitsa, pianiste
- Borys Ljatosjynsky, componist
- Valentyn Sylvestrov, componist